# Ima (álbum de Brian Transeau)
Ima  (今 ima?, ahora) es el álbum debut de BT perteneciente al género de música electrónica. Fue lanzado en 1995, y es considerado un paso importante en la música trance, popularizando aún más el enfoque progresista. Una parte de "Nocturnal Transmission" aparece en la película The Fast and the Furious, en la que BT también compuso la música.
Ima fue relanzado en 1996 en un formato de doble disco, con el sencillo " Blue Skies", con la voz de Tori Amos, así como su remix, "Blue Skies (The Mix Delphinium días)". "Blue Skies" fue presentado previamente en forma editada en la banda sonora de la serie de televisión Party of Five . Este paquete también incluye varios singles en libertad antes de la disco, (varios de los cuales se mezclaron originalmente juntos en "Viaje de Sasha de Ima"), así como el b-side de "Abrazar el sol" y " Transmisión nocturna ". Varios de los temas fueron editados para ajustarse al formato, y todas las canciones segue en el lado de crear una mezcla sin parar..

## Listado de canciones
Todas fueron escritas por Brian Transeau, extepto en las que se indica.

### CD pressing
1. "Nocturnal Transmission" – 9:07
2. "Quark"  – 7:22
3. "Tripping the Light Fantastic" – 6:31
4. "Sasha's Voyage of Ima" – 42:31
  - "Embracing the Future (Embracing the Sunshine Mix)"
  - "Quark"
  - "Deeper Sunshine"
  - "Loving You More (BT's Garden of Ima Dub / BT's Final Spiritual Journey)" (Vincent Covello, Transeau)
  - "Nocturnal Transmission"
  - "Tripping the Light Fantastic"
5. "Divinity" – 10:59

### Vinilo

#### Cara A
1. "Divinity" – 10:57
2. "Loving You More (Radio Edit)" - 4:29

#### Cara B
1. "Nocturnal Transmission" – 9:36
2. "Embracing the Future" - 5:11

#### Cara C
1. "Quark"  – 8:07
2. "Deeper Sunshine" – 7:05

#### Cara D
1. "Tripping the Light Fantastic" – 7:15
2. "Poseidon" – 9:28

### Doble CD relanzado

#### Disco 1
1. "Nocturnal Transmission" – 8:37
2. "Quark"  – 6:28
3. "Tripping the Light Fantastic" – 6:44
4. "Embracing the Future (Embracing the Sunshine Mix)" – 5:16
5. "Deeper Sunshine" – 7:00
6. "Loving You More (BT's Garden of Ima Dub)" (Vincent Covello, Transeau) – 9:31
7. "Loving You More (BT's Final Spiritual Journey)" (Covello, Transeau) – 3:29
8. "Poseidon" – 8:58
9. "Embracing the Sunshine" – 10:57

#### Disco 2
1. "Blue Skies" – 5:04
2. "Blue Skies (The Delphinium Days Mix)" – 12:52
3. "Sasha's Voyage of Ima" – 42:45
  - "Embracing the Future (Embracing the Sunshine Mix)"
  - "Quark"
  - "Deeper Sunshine"
  - "Loving You More (BT's Garden of Ima Dub / BT's Final Spiritual Journey)" (Vincent Covello, Transeau)
  - "Nocturnal Transmission"
  - "Tripping the Light Fantastic"
4. "Divinity" – 10:58

## Personal
- Roger Lyons: Engineering on "Quark"
- Aiden Love: Additional engineering on "Tripping the Light Fantastic"
- Vincent Covello: Vocals on "Loving You More"
- Tori Amos: Vocals on "Blue Skies"
- Sasha: DJ mix ("Sasha's Voyage of Ima")
- BT: All other vocals, instruments and programming